# Almir Turković
Almir Turković (nacido el 3 de noviembre de 1970) es un exfutbolista bosnio que se desempeñaba como delantero.
Almir Turković jugó 7 veces para la selección de fútbol de Bosnia y Herzegovina entre 1995 y 2003.

## Trayectoria

### Clubes
| Club              | País                 | Año         |
| ----------------- | -------------------- | ----------- |
| FK Sarajevo       | Bosnia y Herzegovina | 1994        |
| SK Vorwärts Steyr | Austria              | 1995        |
| Tigres UANL       | México               | 1996        |
| FK Sarajevo       | Bosnia y Herzegovina | 1996 - 1997 |
| NK Zadar          | Croacia              | 1997 - 1999 |
| Osijek            | Croacia              | 1999 - 2000 |
| FK Sarajevo       | Bosnia y Herzegovina | 2000        |
| Osijek            | Croacia              | 2000 - 2001 |
| Cerezo Osaka      | Japón                | 2002        |
| Hajduk Split      | Croacia              | 2003 - 2005 |
| Osijek            | Croacia              | 2005 - 2006 |
| FK Sarajevo       | Bosnia y Herzegovina | 2006 - 2008 |

### Selección nacional
| Selección | País                 | Año         |
| --------- | -------------------- | ----------- |
| Absoluta  | Bosnia y Herzegovina | 1995 - 2003 |

## Estadística de equipo nacional
| Selección de fútbol de Bosnia y Herzegovina | Selección de fútbol de Bosnia y Herzegovina | Selección de fútbol de Bosnia y Herzegovina |
| Año                                         | Part.                                       | Goles                                       |
| ------------------------------------------- | ------------------------------------------- | ------------------------------------------- |
| 1995                                        | 1                                           | 0                                           |
| 1996                                        | 1                                           | 0                                           |
| 1997                                        | 0                                           | 0                                           |
| 1998                                        | 1                                           | 0                                           |
| 1999                                        | 3                                           | 0                                           |
| 2000                                        | 0                                           | 0                                           |
| 2001                                        | 0                                           | 0                                           |
| 2002                                        | 0                                           | 0                                           |
| 2003                                        | 1                                           | 0                                           |
| Total                                       | 7                                           | 0                                           |